# Lista planetelor minore: 240001–241000
Aceasta este lista planetelor minore cu numerele 240001–241000.

## 240001–240100
| Denumire       | Denumire provizorie | Data descoperirii  | Locul descoperirii | Descoperitor(i)            |
| -------------- | ------------------- | ------------------ | ------------------ | -------------------------- |
| 240001 –       | 2001 SC273          | 26 septembrie 2001 | Palomar            | NEAT                       |
| 240002 –       | 2001 SB300          | 20 septembrie 2001 | Socorro            | LINEAR                     |
| 240004 –       | 2001 SN351          | 18 septembrie 2001 | Apache Point       | SDSS                       |
| 240007 –       | 2001 TQ47           | 14 octombrie 2001  | Cima Ekar          | Asiago-DLR Asteroid Survey |
| 240019 –       | 2001 TM241          | 10 octombrie 2001  | Kitt Peak          | Spacewatch                 |
| 240022 Demitra | 2001 TR258          | 15 octombrie 2001  | Palomar            | NEAT                       |
| 240090 –       | 2002 BR27           | 20 ianuarie 2002   | Anderson Mesa      | LONEOS                     |
| 240093 –       | 2002 CA52           | 12 februarie 2002  | Desert Eagle       | W. K. Y. Yeung             |

## 240101–240200
| Denumire | Denumire provizorie | Data descoperirii | Locul descoperirii | Descoperitor(i) |
| -------- | ------------------- | ----------------- | ------------------ | --------------- |
| 240108 – | 2002 CD225          | 14 februarie 2002 | Bergisch Gladbach  | W. Bickel       |
| 240110 – | 2002 CW252          | 4 februarie 2002  | Haleakala          | NEAT            |
| 240132 – | 2002 JD             | 3 mai 2002        | Eskridge           | Eskridge        |
| 240152 – | 2002 NX16           | 13 iulie 2002     | Reedy Creek        | J. Broughton    |
| 240163 – | 2002 PG33           | 5 august 2002     | Campo Imperatore   | CINEOS          |
| 240181 – | 2002 QD55           | 29 august 2002    | Palomar            | S. F. Hönig     |

## 240201–240300
| Denumire | Denumire provizorie | Data descoperirii  | Locul descoperirii | Descoperitor(i)             |
| -------- | ------------------- | ------------------ | ------------------ | --------------------------- |
| 240208 – | 2002 RC236          | 12 septembrie 2002 | Palomar            | R. Matson                   |
| 240254 – | 2002 VN18           | 2 noiembrie 2002   | Kvistaberg         | Uppsala-DLR Asteroid Survey |
| 240285 – | 2003 ET1            | 4 martie 2003      | Saint-Véran        | Saint-Véran                 |
| 240295 – | 2003 FK2            | 23 martie 2003     | Ondřejov           | L. Šarounová                |
| 240297 – | 2003 FB15           | 23 martie 2003     | Catalina           | CSS                         |

## 240301–240400
| Denumire         | Denumire provizorie | Data descoperirii  | Locul descoperirii | Descoperitor(i)              |
| ---------------- | ------------------- | ------------------ | ------------------ | ---------------------------- |
| 240326 –         | 2003 ML             | 21 iunie 2003      | Nashville          | R. Clingan                   |
| 240364 –         | 2003 SQ129          | 20 septembrie 2003 | Piszkéstető        | Piszkéstető                  |
| 240381 Emilchyne | 2003 SB317          | 29 septembrie 2003 | Andrushivka        | Andrushivka                  |
| 240385 –         | 2003 TV3            | 1 octombrie 2003   | Fountain Hills     | C. W. Juels, P. R. Holvorcem |

## 240501–240600
| Denumire | Denumire provizorie | Data descoperirii | Locul descoperirii | Descoperitor(i) |
| -------- | ------------------- | ----------------- | ------------------ | --------------- |
| 240548 – | 2004 QQ24           | 22 august 2004    | Siding Spring      | SSS             |
| 240556 – | 2004 RQ164          | 8 septembrie 2004 | Wrightwood         | J. W. Young     |

## 240601–240700
| Denumire      | Denumire provizorie | Data descoperirii | Locul descoperirii | Descoperitor(i)     |
| ------------- | ------------------- | ----------------- | ------------------ | ------------------- |
| 240615 –      | 2004 XU49           | 13 decembrie 2004 | Junk Bond          | Junk Bond           |
| 240629 –      | 2004 YS             | 2004 12 16        | Junk Bond          | D. Healy            |
| 240630 –      | 2004 YU21           | 18 decembrie 2004 | Mount Lemmon       | Mount Lemmon Survey |
| 240632 –      | 2005 AZ18           | 8 ianuarie 2005   | Needville          | J. Dellinger        |
| 240662 –      | 2005 EZ30           | 1 martie 2005     | Goodricke-Pigott   | R. A. Tucker        |
| 240697 Gemenc | 2005 GC             | 1 aprilie 2005    | Piszkéstető        | K. Sárneczky        |

## 240701–240800
| Denumire           | Denumire provizorie | Data descoperirii | Locul descoperirii | Descoperitor(i)          |
| ------------------ | ------------------- | ----------------- | ------------------ | ------------------------ |
| 240725 –           | 2005 GX190          | 12 aprilie 2005   | Kitt Peak          | M. W. Buie               |
| 240740 –           | 2005 JZ89           | 11 mai 2005       | Cordell-Lorenz     | D. T. Durig              |
| 240757 Farkasberci | 2005 KS8            | 26 mai 2005       | Piszkéstető        | K. Sárneczky             |
| 240771 –           | 2005 PY17           | 12 august 2005    | Pla D'Arguines     | R. Ferrando, M. Ferrando |
| 240790 –           | 2005 UH505          | 24 octombrie 2005 | Mauna Kea          | D. J. Tholen             |

## 240801–240900
| Denumire    | Denumire provizorie | Data descoperirii | Locul descoperirii | Descoperitor(i) |
| ----------- | ------------------- | ----------------- | ------------------ | --------------- |
| 240849 –    | 2006 BT147          | 31 ianuarie 2006  | 7300 Observatory   | W. K. Y. Yeung  |
| 240863 –    | 2006 CN1            | 1 februarie 2006  | Jarnac             | Jarnac          |
| 240871 MOSS | 2006 DA             | 19 februarie 2006 | Vicques            | M. Ory          |

## 240901–241000
| Denumire | Denumire provizorie | Data descoperirii | Locul descoperirii | Descoperitor(i) |
| -------- | ------------------- | ----------------- | ------------------ | --------------- |
| 240937 – | 2006 GD1            | 2 aprilie 2006    | Great Shefford     | P. Birtwhistle  |